# Akademia Marynarki Wojennej im. Bohaterów Westerplatte
Akademia Marynarki Wojennej im. Bohaterów Westerplatte (AMW) – uczelnia publiczna, której siedziba zlokalizowana jest w Gdyni, w Polsce. Założona została w 1922 roku.
Placówka nadzorowana jest przez Ministra Obrony Narodowej. Kształci podchorążych, oficerów oraz cywili na kierunkach związanych z nawigacją i mechaniką morską oraz obronnością. Wywodzi się z Tymczasowych Instruktorskich Kursów dla Oficerów, Oficerskiej Szkoły Marynarki Wojennej, Szkoły Podchorążych Marynarki Wojennej oraz Wyższej Szkoły Marynarki Wojennej.

## Historia

### Tymczasowe Instruktorskie Kursy dla Oficerów (1921)
Po utworzeniu Marynarki Wojennej 28 listopada 1918 przez Naczelnego Wodza, Tymczasowego Naczelnika Państwa Józefa Piłsudskiego przystąpiono do organizowania od podstaw tego rodzaju sił zbrojnych. Jednym z głównych zadań było utworzenie systemu szkoleniowego. W związku ze znaczącym brakiem kadr podoficerskich i marynarskich początkowo zajęto się kształceniem specjalistów i poborowych, formując w 1920 Szkołę Marynarzy oraz dywizjon ćwiczebny.
Ze względu na znaczną liczbę oficerów przybyłych z marynarek wojennych państw zaborczych nie było natychmiastowej potrzeby tworzenia systemu szkolnictwa dla tego korpusu. Dopiero po wojnie polsko-bolszewickiej, w której wzięła udział znaczna część składu osobowego Marynarki Wojennej rozpoczęto budowę morskiej szkoły oficerskiej. Rozkazem szefa Departamentu dla Spraw Morskich gen. por. mar. Kazimierza Porębskiego, z dniem 20 marca 1921 sformowano w Toruniu Tymczasowe Kursy Instruktorskie dla Oficerów (TIK), które były formą przejściową i polegały na przeszkalaniu oficerów i podoficerów z Wojsk Lądowych do służby na okrętach. Na 18-miesięczną naukę przyjmowano kandydatów posiadających już wiedzę wojskową i techniczną. Zajęcia teoretyczne obejmowały przedmioty dotyczące nawigacji morskiej, budowy okrętów i uzbrojenia okrętowego oraz taktyki morskiej, wprowadzono naukę języka angielskiego. W trakcie szkolenia prawie połowę czasu (8 miesięcy) stanowiły praktyki morskie na okrętach. Dowódcą był mjr mar. Adam Mohuczy. Tymczasowe Kursy Instruktorskie ukończyło 39 oficerów.

### Oficerska Szkoła Marynarki Wojennej (1922)

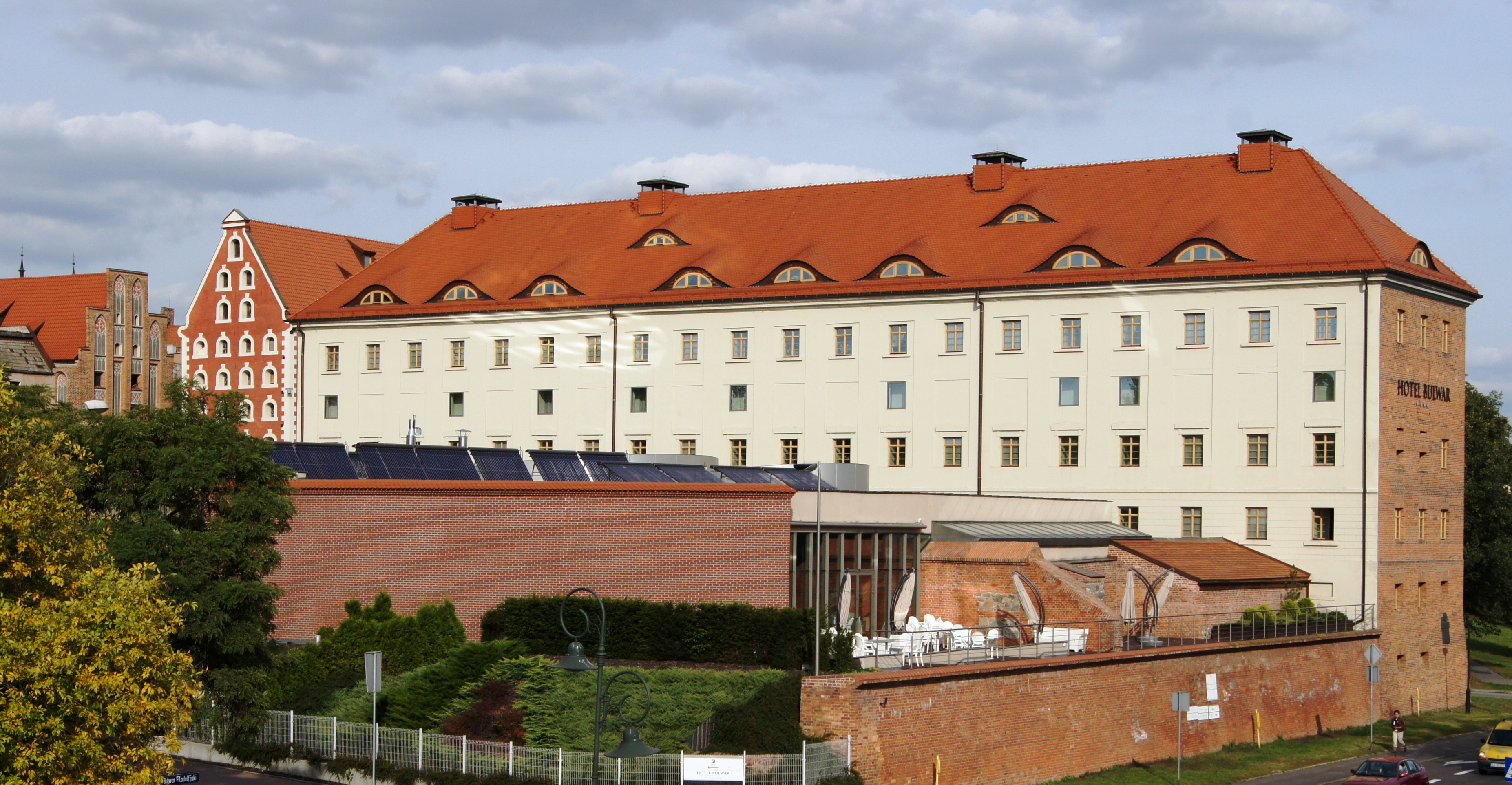
Dawna siedziba Oficerskiej Szkoły Marynarki Wojennej w Toruniu

1 października 1922 szef Departamentu dla Spraw Morskich wadm. Kazimierz Porębski nakazał do 6 listopada 1922 utworzyć Oficerską Szkołę Marynarki Wojennej (OSMW) w Toruniu. Nowa, składająca się tylko z 1 wydziału, szkoła miała realizować program kształcenia oficerów pokładowych od podstaw. Kandydaci rekrutowani byli również ze środowiska cywilnego i nie musieli posiadać znajomości wiedzy wojskowej i technicznej. Początkowo czas nauki wynosił 2 lata, a w 1924 wydłużony został do 3 lat. Wykłady dzieliły się na przedmioty ogólnowojskowe (musztra, regulaminy itp.), morskie (nawigacja, meteorologia, uzbrojenie itp.), pomocnicze (chemia, matematyka, fizyka) oraz ogólne (prawo, języki obce itp.). Podczas nauki podchorążowie odbywali w sumie rok praktyk morskich na OORP „Komendant Piłsudski” i „Generał Haller” oraz innych jednostkach pływających.
Komendanci Oficerskiej Szkoły Marynarki Wojennej::
- kmdr por. Adam Mohuczy (1 października 1922 – 6 października 1924)
- kmdr Witold Panasewicz (6 października 1924 – 15 października 1925)
- kmdr Czesław Petelenz (15 października 1925 – 10 listopada 1926)
- kmdr por. dypl. Stefan Frankowski (23 listopada 1926 – 18 października 1928)

### Szkoła Podchorążych Marynarki Wojennej (1928)

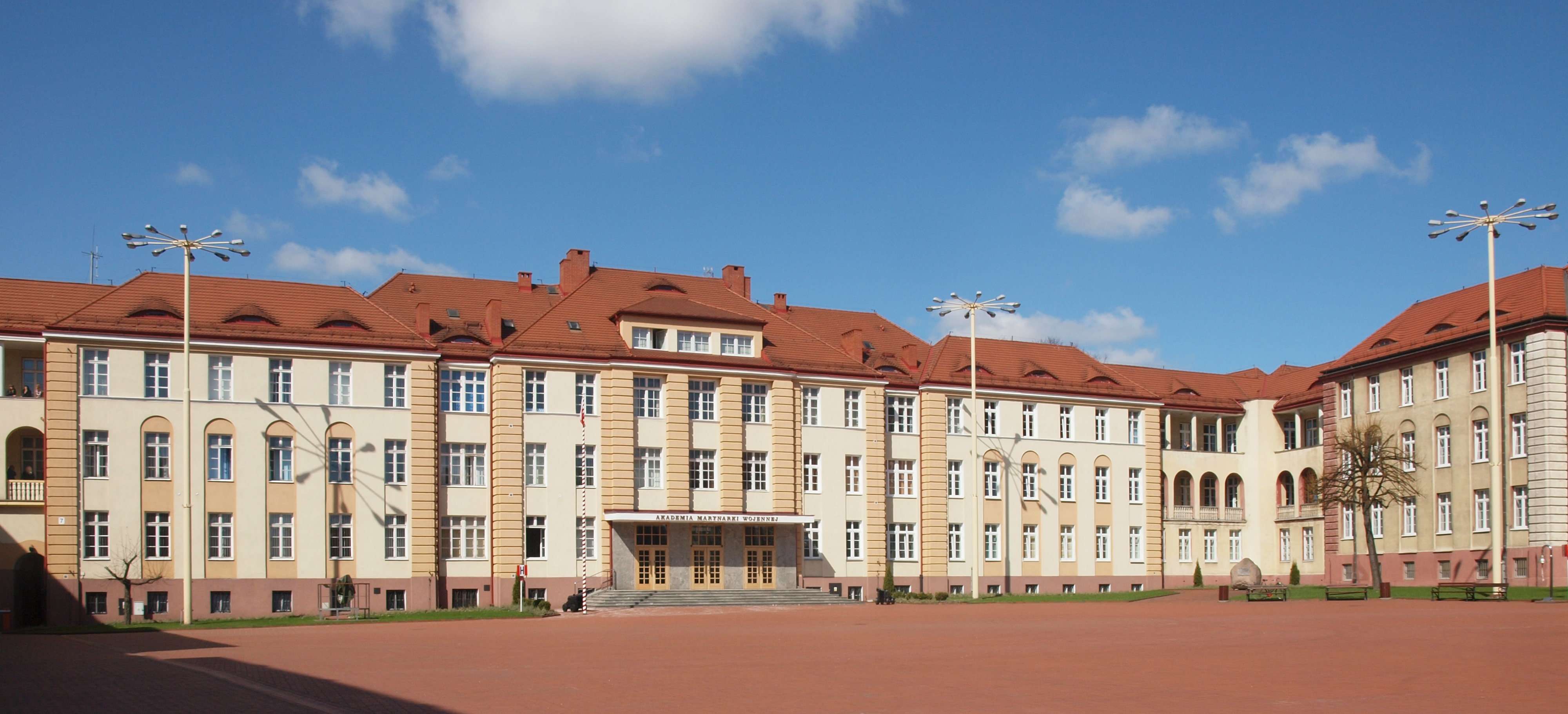
Wydział Nawigacji i Uzbrojenia Okrętowego AMW

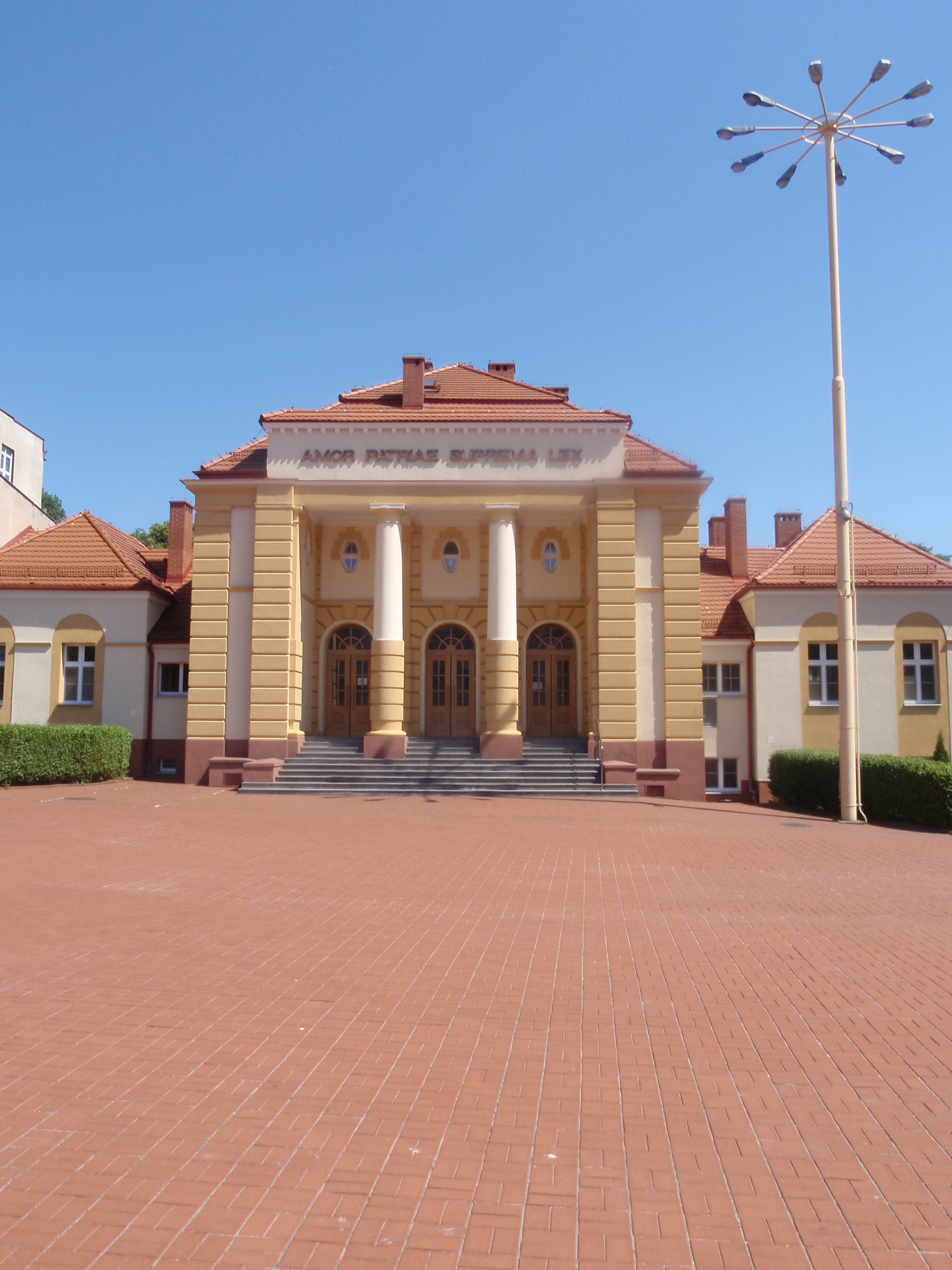
Dziedziniec Akademii Marynarki Wojennej, budynek oznaczony napisem „AMOR PATRIAE SUPREMA LEX” (Miłość ojczyzny prawem najwyższym)

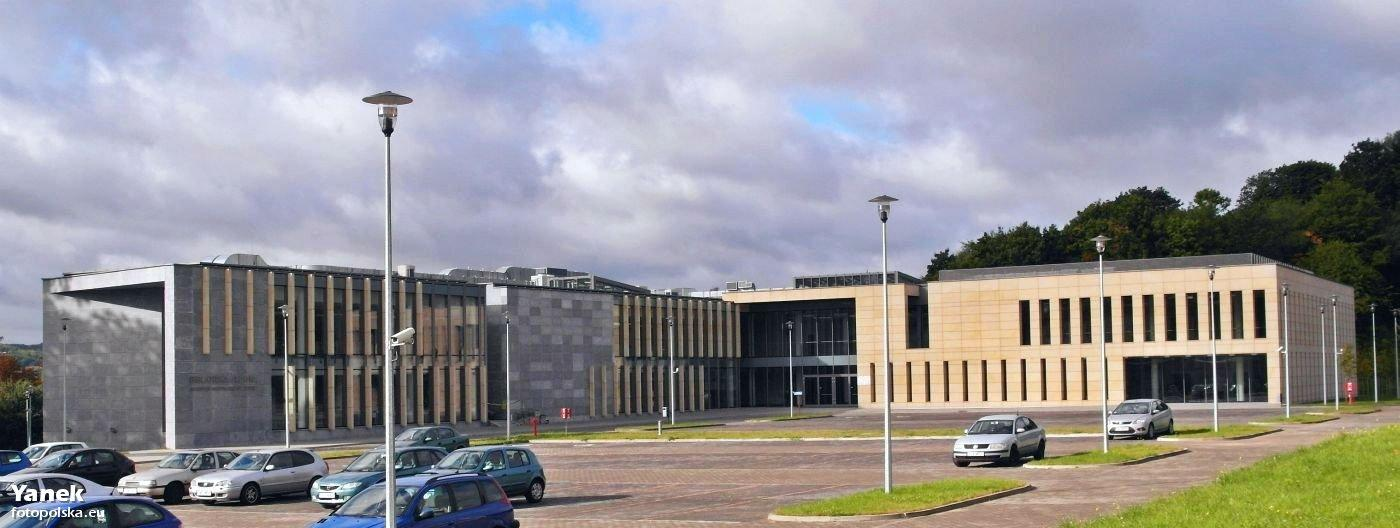
Budynek Biblioteki Głównej AMW oraz audytorium

Kolejna zmiana nazwy szkoły związana była z reorganizacją szkolnictwa w całym Wojsku Polskim. Zgodnie z zarządzeniem ministra spraw wojskowych marsz. Polski Józefa Piłsudskiego 19 października 1928 Oficerską Szkołę Marynarki Wojennej przemianowano na Szkołę Podchorążych Marynarki Wojennej (SPMW). W stosunku do Oficerskiej Szkoły Marynarki Wojennej system rekrutacji i kształcenia pozostał niezmieniony, natomiast znacznie zreorganizowano strukturę. Od 1931 zaczęto przyjmować kandydatów na oficerów w Morskim Korpusie Technicznym. W tym celu utworzono 2 Wydziały: Morski i Techniczny. Praktyki podchorążych Wydziału Morskiego odbywały się głównie na ORP Iskra, a Wydziału Technicznego na ORP Wilia. W 1935 powstał Wydział Administracyjny przeznaczony dla przyszłej administracji morskiej. W 1938 szkołę przeniesiono z Torunia do Bydgoszczy.

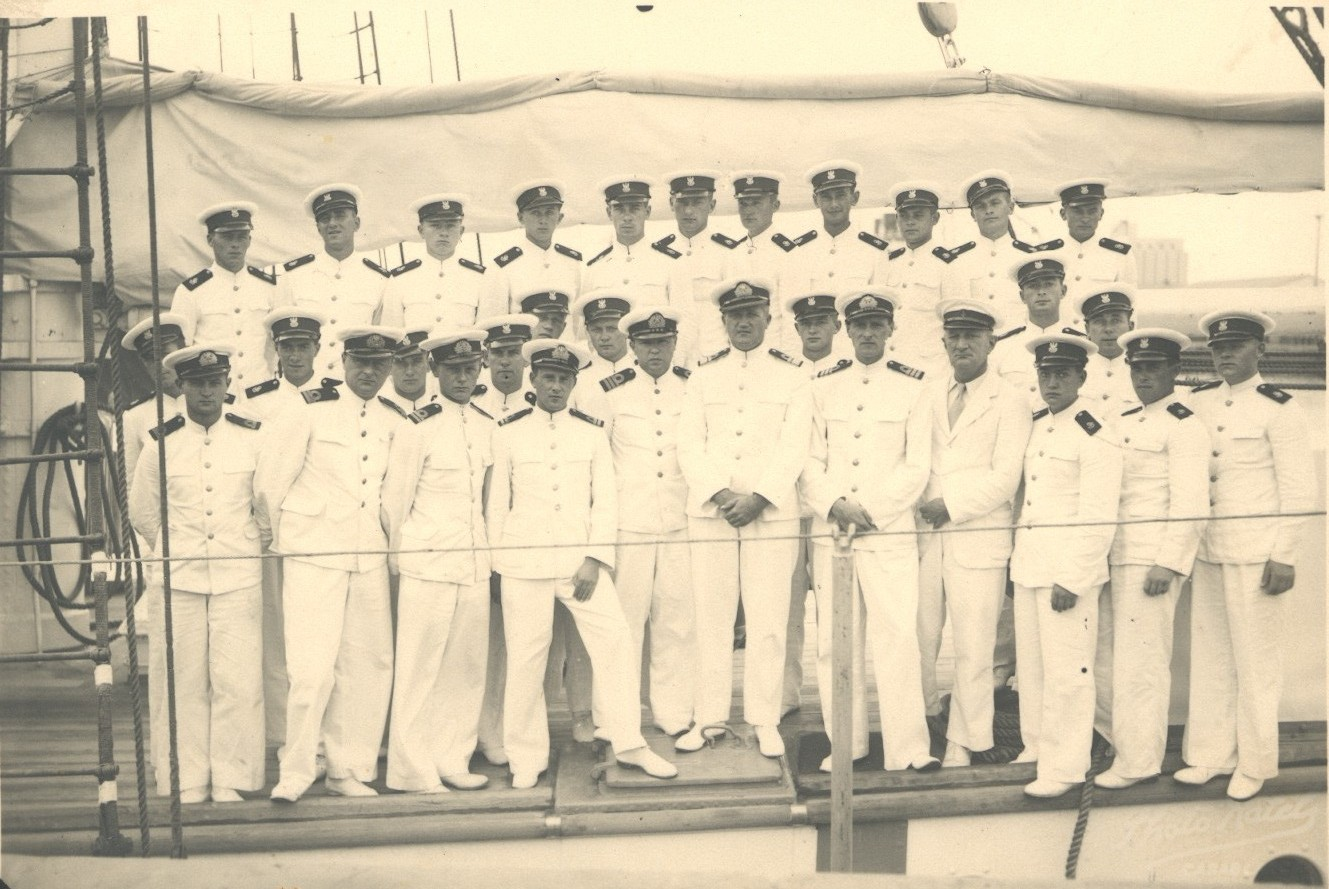
Podchorążowie starszego rocznika na pokładzie ORP „Iskra” w 1938

W Szkole Podchorążych Marynarki Wojennej wprowadzono na wzór francuski system kursów przeznaczonych dla oficerów: Oficerskie Kursy Taktyczne (OKT) – od 1930, Kurs Oficerów Artylerii Morskiej (KOAM) – od 1932, Kurs Oficerów Sygnałowych (KOS) – 1932, Kurs Oficerski Obserwatorów Lotnictwa Morskiego (KOOLM) – od 1933, Kurs Oficerów Broni Podwodnej (KOBrP) – od 1934, Kurs Oficerów Nawigacyjnych (KON) – od 1934 oraz Wyższy Kurs Taktyczny (WKT) – od 1938. W latach 1928–1939 Wydział Morski ukończyło 173, Wydział Techniczny 23, a Wydział Administracyjny 12 słuchaczy. Kursy odbyło 158 oficerów.
Podczas wojny obronnej Polski w 1939 oficerowie i podchorążowie Szkoły Podchorążych Marynarki Wojennej, którzy przebywali w kraju brali czynny udział w działaniach wojennych, głównie na lądzie. 24 sierpnia 1939 wyokrętowano podchorążych średniego rocznika i wraz z kandydatami odbywającymi szkolenie unitarne na Oksywiu odesłano do Bydgoszczy. W dniu wybuchu wojny komendant otrzymał rozkaz ewakuacji szkoły do Pińska, gdzie 12 września nastąpiło rozwiązanie szkoły. Jednocześnie kmdr Morgenstern mianował kandydatów podchorążymi, a podchorążych średniego rocznika promował na podchorążych starszego rocznika. Podchorążych starszego rocznika wcielono do formujących się ze spieszonych marynarzy Flotylli Pińskiej batalionów morskich, a wszyscy podchorążowie młodszego rocznika wstąpili do tych pododdziałów na ochotnika.
Na okręty Floty oddelegowano 14 podchorążych starszego rocznika, z których 6 w ramach realizacji planu „Peking” przeszło na niszczycielach do Wielkiej Brytanii. Również do Wielkiej Brytanii przedostało się 3 oficerów i 60 podchorążych, którzy w momencie rozpoczęcia wojny odbywali zagraniczne rejsy szkolne na OORP „Iskra” i „Wilia”, a także niektórzy uczestnicy kampanii wrześniowej.
W latach 1928–1939 Szkołą Podchorążych Marynarki Wojennej dowodzili:
- kmdr dypl. Stefan Frankowski (19 października 1928 – 13 maja 1929)
- p.o. kpt. mar. dypl. Jerzy Kłossowski (13 maja 1929 – 23 maja 1929)
- kmdr por. Karol Korytowski (23 maja 1929 – 4 kwietnia 1933)
- kmdr por. Tadeusz Morgenstern-Podjazd (4 kwietnia 1933 – 10 października 1937)
- kmdr por. dypl. Tadeusz Stoklasa (10 października 1937 – 18 sierpnia 1939)
- kmdr Tadeusz Morgenstern-Podjazd (18 sierpnia 1939 – 19 września 1939).

### Szkoła Podchorążych Marynarki Wojennej (1939)
25 listopada 1939 rozkazem szefa Kierownictwa Marynarki Wojennej kadm. Jerzego Świrskiego reaktywowano w Wielkiej Brytanii Szkołę Podchorążych Marynarki Wojennej. Głównym celem odtworzenia szkoły było dokończenie procesu kształcenia przez podchorążych, którym udało przedostać się do Wielkiej Brytanii. W późniejszym okresie kandydatów na oficerów rekrutowano także spośród podoficerów i marynarzy. System nauczania nie zmienił się znacznie w stosunku do czasów przedwojennych, ale praktyka morska odbywała się głównie na okrętach Royal Navy. 17 września 1943 szef Kierownictwa Marynarki Wojennej kadm. Jerzy Świrski powołał do życia Szkołę Podchorążych Rezerwy Marynarki Wojennej (SPRMW), która miała wspólną komendę ze Szkołą Podchorążych Marynarki Wojennej. Nowa szkoła przygotowywała kadry dla przyszłej Marynarki Wojennej w Polsce, którą planowano utworzyć po zakończeniu II wojny światowej.
Szkoła Podchorążych Marynarki Wojennej mieściła się kolejno na ORP Gdynia i w Plymouth, a od 1943 razem ze Szkołą Podchorążych Rezerwy Marynarki Wojennej w Bickleigh i Okehampton. 25 listopada 1946 obydwie szkoły zlikwidowano zarządzeniem szefa Kierownictwa Marynarki Wojennej kadm. Jerzego Świrskiego. Od 1939 do 1946 Szkoły Podchorążych Marynarki Wojennej ukończyło: w Korpusie Morskim 53 podporuczników marynarki i 40 podporuczników marynarki rezerwy, w Morskim Korpusie Technicznym 16 podporuczników marynarki i 2 podporuczników marynarki rezerwy, a w Korpusie Oficerów Służb Marynarki Wojennej 5 podporuczników marynarki i 9 podporuczników marynarki rezerwy. Absolwentami kursów było 49 oficerów.
Komendanci Szkół Podchorążych Marynarki Wojennej w Wielkiej Brytanii:
- kmdr por. Ludwik Ziębicki (25 listopada 1939 – 18 stycznia 1940)
- kmdr Witold Zajączkowski (18 stycznia 1940 – 18 października 1940)
- kmdr por. Włodzimierz Kodrębski (18 października 1940 – 5 października 1941)
- p.o. kmdr ppor. Mirosław Kownacki (5 października 1941 – 20 marca 1942)
- p.o. kmdr ppor. Zbigniew Wojewódzki (20 marca 1942 – 18 października 1943)
- kmdr por. Wojciech Francki (18 października 1943 – 28 sierpnia 1945)
- kmdr Tadeusz Morgenstern-Podjazd (18 października 1945 – 25 listopada 1946).

### Oficerska Szkoła Marynarki Wojennej (1946)

Odznaka absolwenta OSMW (wzór 1952).

18 stycznia 1946 naczelny dowódca ludowego Wojska Polskiego marsz. Polski Michał Rola-Żymierski polecił utworzyć wojskową szkołę morską. Wykonując polecenie Szef Sztabu Generalnego, pełniący obowiązki Dowódca Marynarki Wojennej kmdr dypl. Adam Mohuczy wydał 1 lutego 1946 rozkaz o sformowaniu w Gdyni Oficerskiej Szkoły Marynarki Wojennej (OSMW). Odtworzona w powojennej Polsce Oficerska Szkoła Marynarki Wojennej była przejściowym rozwiązaniem przed utworzeniem wyższej wojskowej uczelni morskiej. Po utworzeniu Wyższej Szkoły Marynarki Wojennej zakończono przyjmowanie kandydatów i rozwiązano Oficerską Szkołę Marynarki Wojennej.
Pierwszy rocznik rozpoczął naukę w systemie 3-letnim, w kolejnych latach wprowadzono 4-letni okres nauczania. Do szkoły przyjmowano kandydatów, którzy mieli ukończone 4 klasy szkoły średniej, a pierwszeństwo przysługiwało marynarzom i podoficerom Marynarki Wojennej oraz oficerom Wojsk Lądowych. Na Wydziale Pokładowym nauka składała się z cyklów: ogólnego, politycznego, prowadzenia okrętów, taktyki morskiej, broni morskiej, wiedzy morskiej, łącznościowo-radiolokacyjnego oraz praktyki morskiej. Natomiast na Wydziale Technicznym plan nauki zawierał przedmioty ogólne, polityczne, ogólnotechniczne, elektroniczne, elektrotechniczne, silnikowe oraz praktyki morskie i zakładowe. Na koniec edukacji podchorążowie zdawali egzaminy i prace dyplomowe, po zaliczeniu których otrzymywali specjalności, na Wydziale Pokładowym – pokładową, a na Wydziale Technicznym: parową, spalinową lub elektryczną. Początkowo praktyki morskie odbywały się na cywilnej fregacie s/y „Dar Pomorza”. W 1948 szkole podporządkowano szkuner szkolny ORP „Iskra”, a w 1951 parowiec szkolny ORP „Zetempowiec”. Oficerską Szkołę Marynarki Wojennej ukończyło ok. 500 oficerów.
W latach 1946–1958 Oficerską Szkołą Marynarki Wojennej kierowali:
- p.o. kmdr ppor. Stanisław Mieszkowski (3 lipca 1946 – 5 marca 1947)
- kmdr por. Adam Rychel (5 marca 1947 – 4 kwietnia 1948)
- kmdr Robert Satanowski (4 kwietnia 1948 – 7 października 1949)
- kmdr Wiktor Rukiewicz (7 października 1949 – 5 listopada 1951)
- p.o. kmdr por. Tadeusz Makarewicz (5 listopada 1951 – 24 grudnia 1952)
- kmdr Mikołaj Rożkow (24 grudnia 1952 – 13 września 1954)
- kmdr Stanisław Leszczyński (13 września 1954 – 18 października 1958).

Dwaj pierwsi komendanci byli więzieni i torturowani przez komunistyczne władze. Kmdr Stanisław Mieszkowski został po "procesie" w ramach sprawy zwanej spiskiem komandorów zamordowany w 1952 r. i pochowany potajemnie na tzw. „Łączce” na terenie Cmentarza Wojskowego na Powązkach w Warszawie. W 2016 roku prezydent RP Andrzej Duda, na wniosek Ministra Obrony Narodowej, mianował go pośmiertnie kontradmirałem, jako „Żołnierza Wyklętego”.

### Wyższa Szkoła Marynarki Wojennej (1955)

Insygnia WSMW
Odznaka absolwenta (lata 50.)
Odznaka absolwenta (lata 70.)
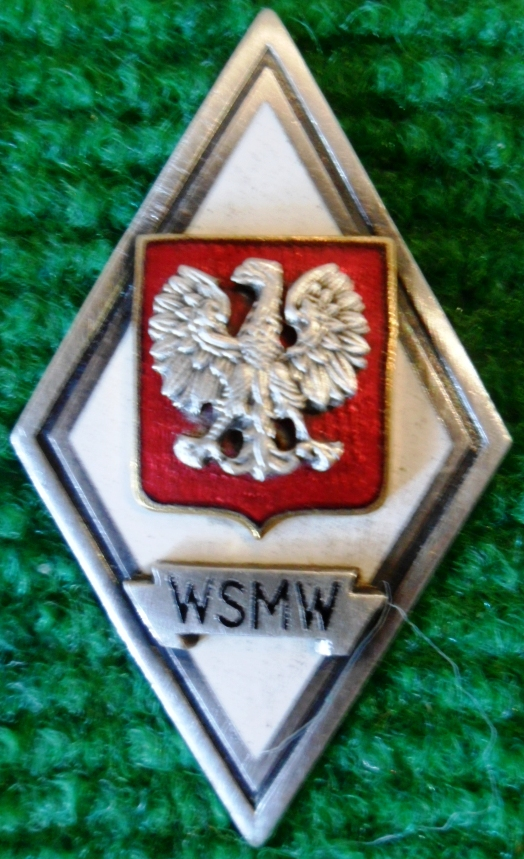
Odznaka absolwenta (lata 70.) – fotografia

Uchwałą Rady Ministrów z 11 czerwca 1955 w miejsce Oficerskiej Szkoły Marynarki Wojennej powołano Wyższą Szkołę Marynarki Wojennej (WSMW), wyższą uczelnię wojskową na prawach akademii. W 1956 Wyższej Szkole Marynarki Wojennej nadano imię Bohaterów Westerplatte. Początkowo istniały w niej 4 fakultety: nawigacji i łączności, broni morskich, techniczny oraz zaoczny. W 1956 zlikwidowano fakultet zaoczny, a w 1957 pozostałe zreformowano w Wydział Morski i Wydział Techniczny. W latach 1974–1975 podniesiono bandery na dużym okręcie szkolnym ORP Wodnik oraz 3 kutrach szkolnych: OORP Podchorąży, Kadet i Elew. W 1976 ORP Gryf zastąpił starszą jednostkę o tym samym imieniu, eks ORP Zetempowiec. Po wcieleniu ORP Gryf wszystkie okręty szkolne zorganizowano w grupę okrętów szkolnych.

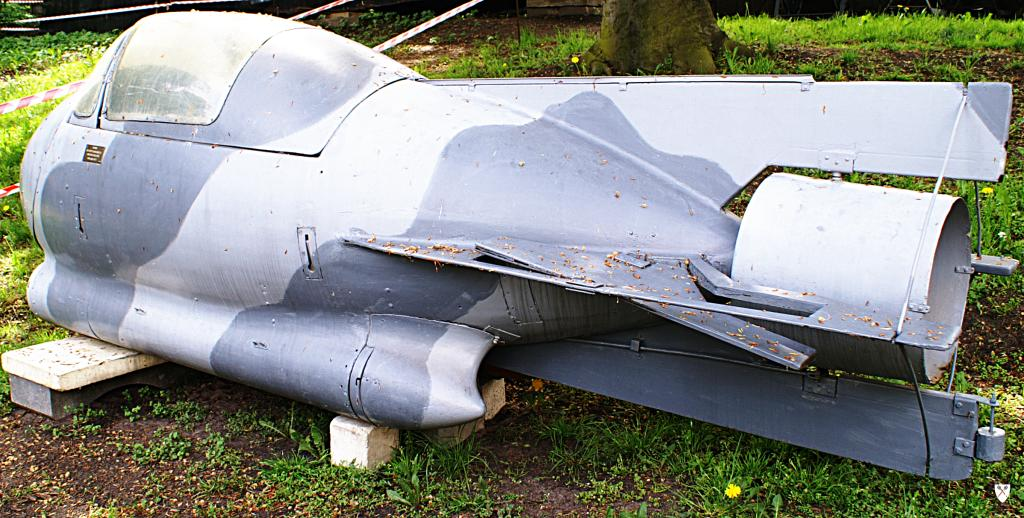
Skonstruowany w WSMW w latach 70. XX w. pojazd podwodny Błotniak

Program studiów nawigacyjnych i mechanicznych był tożsamy z prowadzonym na cywilnych uczelniach morskich, poszerzony o przedmioty z dziedzin ogólnowojskowych i uzbrojenia morskiego. Absolwenci obu wydziałów uzyskiwali tytuł zawodowy inżyniera. Od 1955 absolwenci Wydziału Pokładowego mogli ubiegać się o przyjęcie na Kurs Doskonalenia Oficerów i Wyższy Kurs Dowódczy, po ukończeniu których uzyskiwali tytuł oficera dyplomowanego. W 1959 dla absolwentów Wydziału Technicznego otwarto studia magisterskie. W 1968 utworzono Szkołę Chorążych Marynarki Wojennej, a w późniejszym czasie uczelnia uzyskała prawo nadawania stopnia naukowego doktora w zakresie nauk nawigacyjnych i mechaniki okrętowej. Wyższą Szkołę Marynarki Wojennej ukończyło ok. 2000 oficerów i 800 chorążych.
Komendanci Wyższej Szkoły Marynarki Wojennej:
- kmdr Stanisław Leszczyński (11 czerwca 1955 – 18 października 1958).
- p.o. kmdr por. Tadeusz Makarewicz (18 października 1958 – 3 lutego 1959)
- kmdr Kazimierz Podrucki (3 lutego 1959 – 21 stycznia 1966)
- kontradm. mgr Gereon Grzenia-Romanowski (21 stycznia 1966 – 14 marca 1969)
- kontradm. mgr Henryk Pietraszkiewicz (14 marca 1969 – 1 grudnia 1969)
- kmdr doc. dr inż. Edward Łączny (1 grudnia 1969 – 27 lutego 1971)
- kontradm. dr Witold Gliński (27 lutego 1971 – 18 października 1983)
- kmdr doc. dr hab. Jerzy Apanowicz (18 października 1983 – 17 lipca 1987)

### Akademia Marynarki Wojennej (1987)
17 lipca 1987 Sejm PRL uchwalił Ustawę o przekształceniu Wyższej Szkoły Marynarki Wojennej w Akademię Marynarki Wojennej (AMW). Utworzenie Akademii Marynarki Wojennej ujednoliciło nazwę ze statusem uczelni. Początkowo przejęła ona strukturę i system kształcenia swojej poprzedniczki. Pod koniec lat 90 XX w. na kierunkach wojskowych wprowadzono studia magisterskie oraz otwarto cywilne kierunki studiów: nawigację, mechanikę, stosunki międzynarodowe i pedagogikę. W 1994 rozformowano grupę okrętów szkolnych, a jednostki pływające przekazano do dywizjonu Okrętów Szkolno-Badawczych 3 Flotylli Okrętów w Gdyni. W 2002 zlikwidowano Szkołę Chorążych Marynarki Wojennej. Około 2000 Instytut Dowódczo-Sztabowy rozwinięto w Wydział Dowodzenia i Zarządzania, a następnie Wydział Dowodzenia i Operacji Morskich, który uzyskał możliwość nadawania tytułów naukowych w zakresie nauk wojskowych. Po utworzeniu Wydziału Dowodzenia i Operacji Morskich wyodrębniono Instytut Nauk Społecznych (w 2008 przekształcono w Wydział Nauk Humanistycznych i Społecznych). Do 2006 uczelnię ukończyło ok. 600 oficerów i 300 chorążych.
Od 2015 r. postępuje umiędzynarodowienie uczelni, znacząco zwiększono wymianę międzynarodową studentów i nauczycieli, w tym na kierunkach wojskowych znalazły się zwarte grupy studentów z Kataru, Kuwejtu i od 2016 r. Arabii Saudyjskiej.
W okresie pełnienia funkcji ministra obrony narodowej przez Antoniego Macierewicza ze stanowisk profesorów wizytujących odeszli: admirał Ryszard Łukasik, wiceadmirał Henryk Sołkiewicz i kontradmirał Zbigniew Badeński.

Insygnia AMW
Logo uczelni (do 2006)
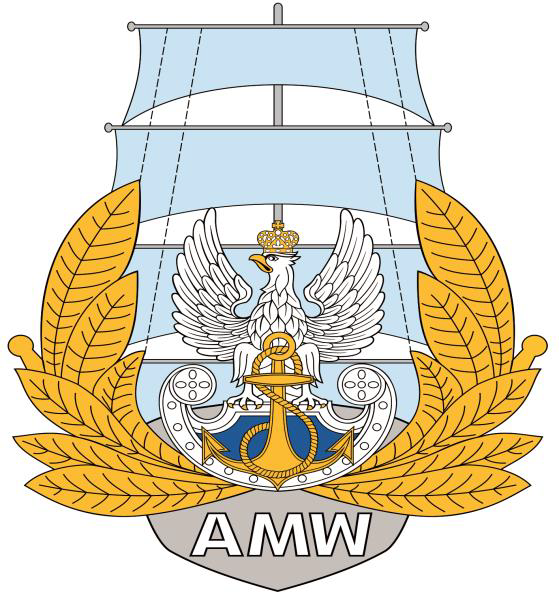
Godło uczelni (obecne)
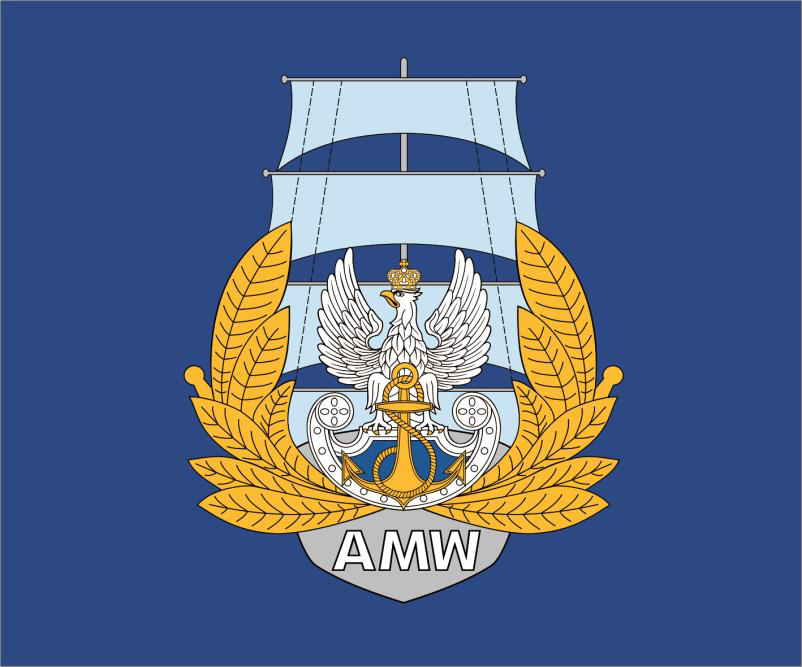
Flaga uczelni
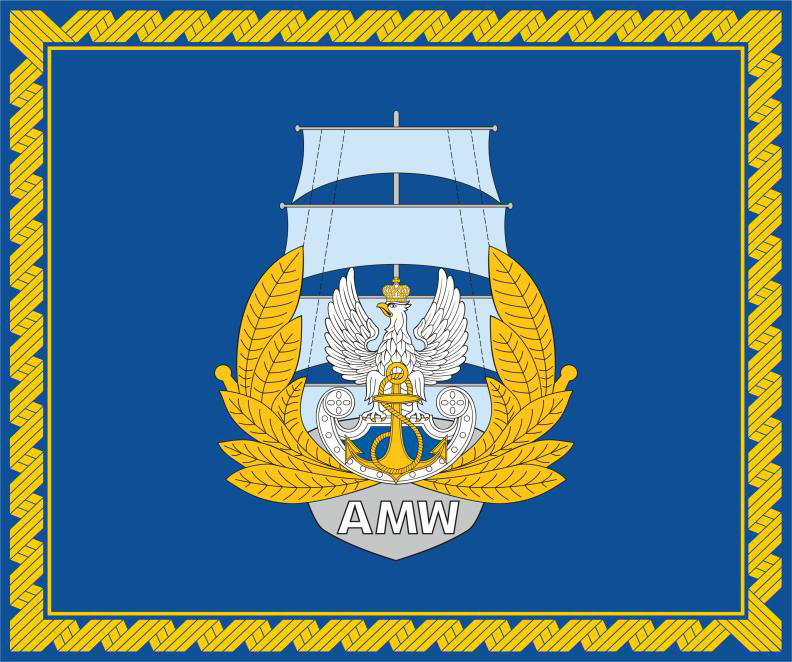
Flaga Rektora-Komendanta
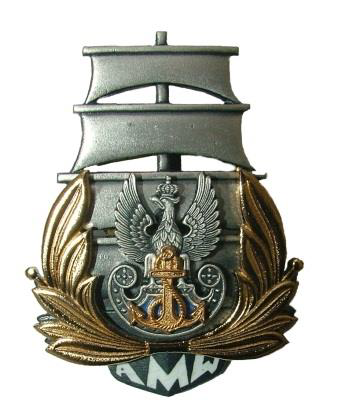
Odznaka absolwenta studiów wojskowych
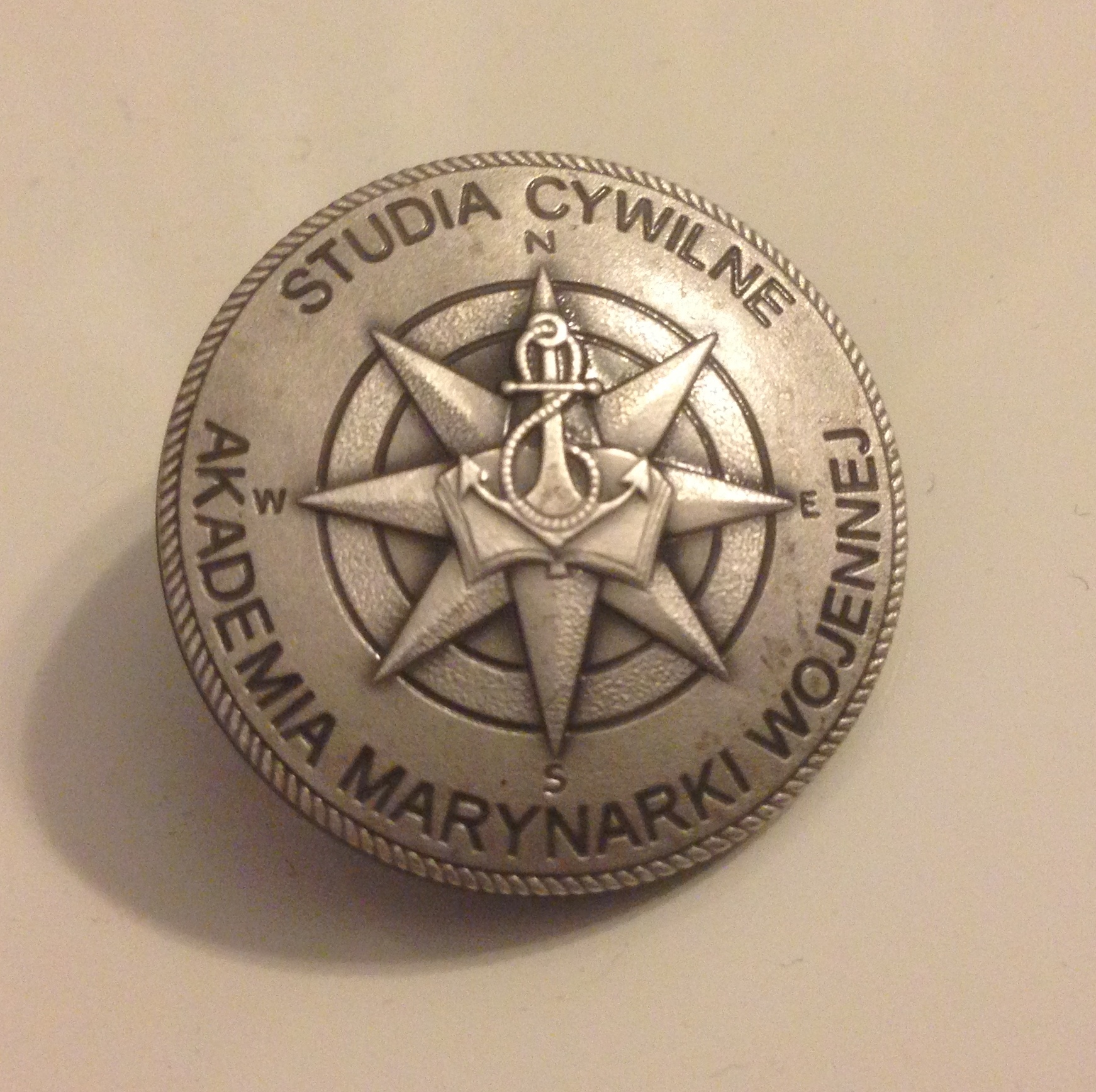
Odznaka absolwenta studiów cywilnych
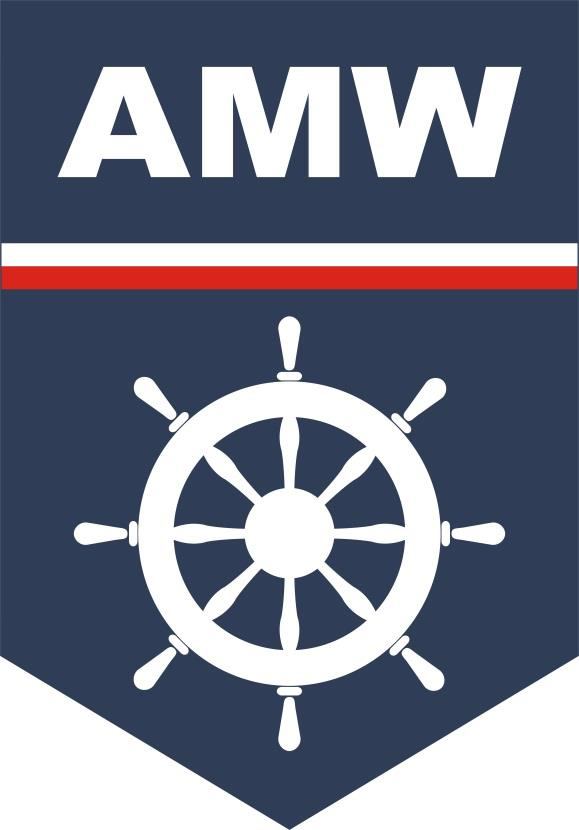
Znak armatora

Komendanci Akademii Marynarki Wojennej:

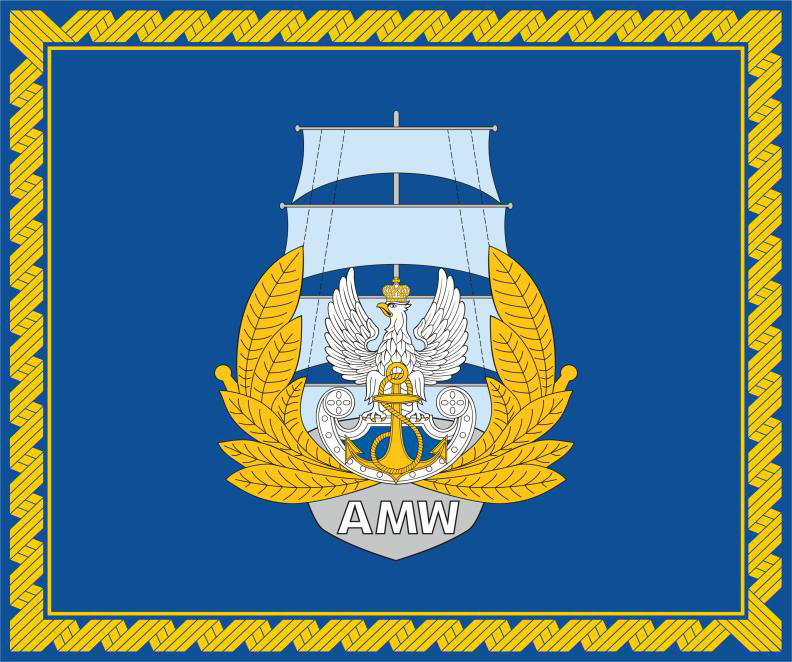
Flaga Rektora-Komendanta AMW.

- kmdr doc. dr hab. Jerzy Apanowicz (17 lipca 1987 – 10 listopada 1988)
- kontradm. Kazimierz Bossy (10 listopada 1988 – 5 lutego 1993)
- kontradm. Henryk Matuszczyk (5 lutego 1993 – 3 października 1994)
- kontradm. prof. dr hab. Antoni Komorowski (3 października 1994 – 2003)
- kontradm. prof. dr hab. inż. Zygmunt Kitowski (17 listopada 2003 – 26 kwietnia 2007)
- kontradm. dr inż. Czesław Dyrcz (od 26 kwietnia 2007 – 23 stycznia 2015)
- kontradm. prof. dr hab. Tomasz Szubrycht (od 23 stycznia 2015)

## Organizacja

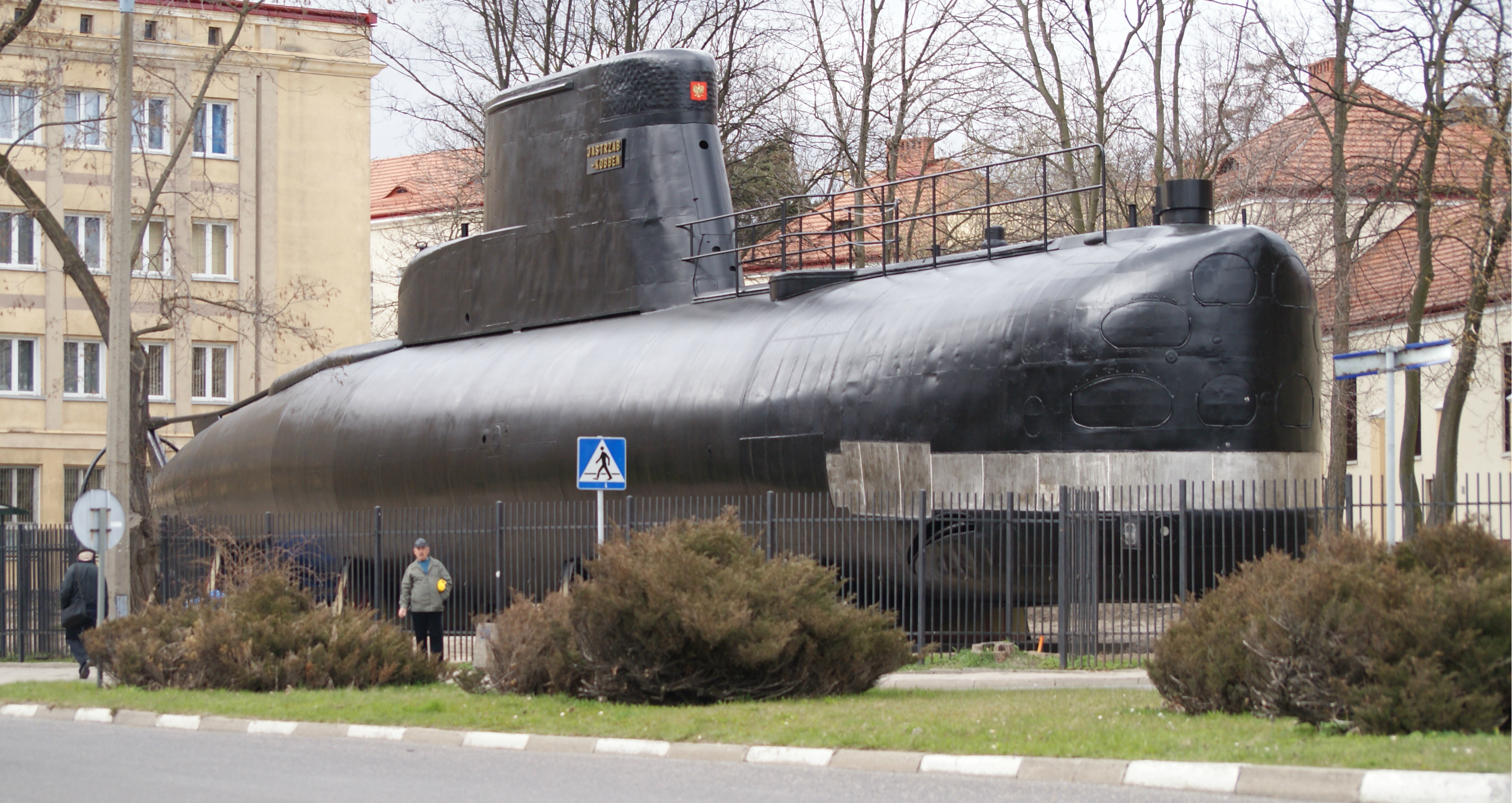
Okręt podwodny typu 207 „Jastrząb-Kobben” przeniesiony został na teren Akademii Marynarki Wojennej w 2011 roku. Funkcjonuje jako symulator, wyposażony w laboratoria i stanowiska badawcze

### Struktura organizacyjna
- Komenda Akademii Marynarki Wojennej
  - Wydział Nawigacji i Uzbrojenia Okrętowego
    - Instytut Nawigacji i Hydrografii Morskiej
    - Instytut Uzbrojenia Okrętowego i Informatyki
    - Katedra Hydroakustyki
    - Katedra Eksploatacji Jednostki Pływającej

  - Wydział Mechaniczno-Elektryczny
    - Instytut Budowy i Eksploatacji Okrętów
    - Instytut Elektrotechniki i Automatyki Okrętowej
    - Katedra Matematyki i Fizyki
    - Zakład Technologii Prac Podwodnych

  - Wydział Dowodzenia i Operacji Morskich
    - Instytut Operacji Morskich
    - Instytut Bezpieczeństwa Narodowego
    - Instytut Bezpieczeństwa Publicznego

  - Wydział Nauk Humanistycznych i Społecznych
    - Instytut Stosunków Międzynarodowych
    - Instytut Pedagogiki
    - Katedra Marynistyki

  - Studium Ogólnomorskie
  - Studium Ogólnowojskowe
  - Studium Języków Obcych
  - Ośrodek Szkoleniowy AMW
  - Centrum Doskonalenia Kursowego
  - Oddział Kształcenia
  - Oddział Naukowy
  - Oddział Zabezpieczenia
  - Kwestura
  - Biblioteka Główna im. Lecha Kaczyńskiego[8].

### Władze
- Rektor-komendant – kadm. prof. dr hab. Tomasz Szubrycht[9]
- prorektor ds. wojskowych – kmdr Sławomir Dorotyn[10]
- prorektor ds. kształcenia – kmdr dr hab. Dariusz Bugajski[11]
- prorektor ds. nauki – kmdr dr hab. inż. Tomasz Kniaziewicz[12]
- kanclerz –  kmdr Marek Drygas[13]

## Kształcenie

### Studia zawodowe i magisterskie
Studia wojskowe
- Nawigacja
- Mechanika i Budowa Maszyn
- Mechatronika
- Mechatronika specjalność: Prace Podwodne
- Informatyka
- Systemy informacyjne w bezpieczeństwie
- Logistyka

Studia cywilne
- Wydział Nawigacji i Uzbrojenia Okrętowego
  - Informatyka
  - Nawigacja
  - Oceanotechnika
- Wydział Mechaniczno-Elektryczny
  - Automatyka i Robotyka
  - Mechanika i Budowa Maszyn
  - Mechatronika
- Wydział Dowodzenia i Operacji Morskich
- Wydział Nauk Społecznych i Humanistycznych

### Studia podyplomowe i doktoranckie, kursy
Studia podyplomowe:
- wojskowe: taktyka marynarki wojennej (WDiOM), morska sztuka operacyjna (WDiOM), hydrografia morska (WNiUO);
- cywilne: zarządzanie kryzysowe (WDiOM), zarządzanie logistyką (WDiOM), nawigacja satelitarna (WNiUO), hydrografia morska (WNiUO), Ochrona danych osobowych i informacji niejawnych w stosunkach międzynarodowych (WNHiS), Przygotowanie pedagogiczne (WNHiS), Edukacja dla bezpieczeństwa (WNHiS), Dyplomacja (WNHiS), Bezpieczeństwo imprez masowych (WNHiS), Działalność organizacji pozarządowych w UE (WNHiS), Gerontologia (WNHiS).

Uprawnienia do nadawania stopnia naukowego doktora habilitowanego:
- nauki o bezpieczeństwie (WDiOM)

Uprawnienia do nadawania stopnia naukowego doktora:
- nauki techniczne: budowa i eksploatacja maszyn (WME), geodezja i kartografia (WNiUO)

Kursy: radarowe, ARPA, hydrograficzne klasy A i B, systemu nawigacji satelitarnej GPS, systemu bezpieczeństwa morskiego GMDSS, ochrony przeciwpożarowej, indywidualnych technik ratunkowych, medyczne, językowe

## Doktorzy honoris causa
- prof. dr hab. inż. Lech Kobyliński (1990)
- prof. dr hab. inż. Bolesław Mazurkiewicz (1997)
- prof. dr hab. inż. Władysław Wojnowski (2000)
- kmdr prof. dr Józef Urbański (2000)
- kontradm. mgr Henryk Pietraszkiewicz (2001)
- prof. dr inż. Jerzy Doerffer (2002)
- prof. dr hab. Longin Pastusiak (2003)
- kpt. ż.w. prof. dr hab. Daniel Duda (2015)[14]
- kpt. ż.w. prof. dr. hab. Aleksander Walczak (2015)[14]

## Odznaka Absolwenta Studiów Cywilnych

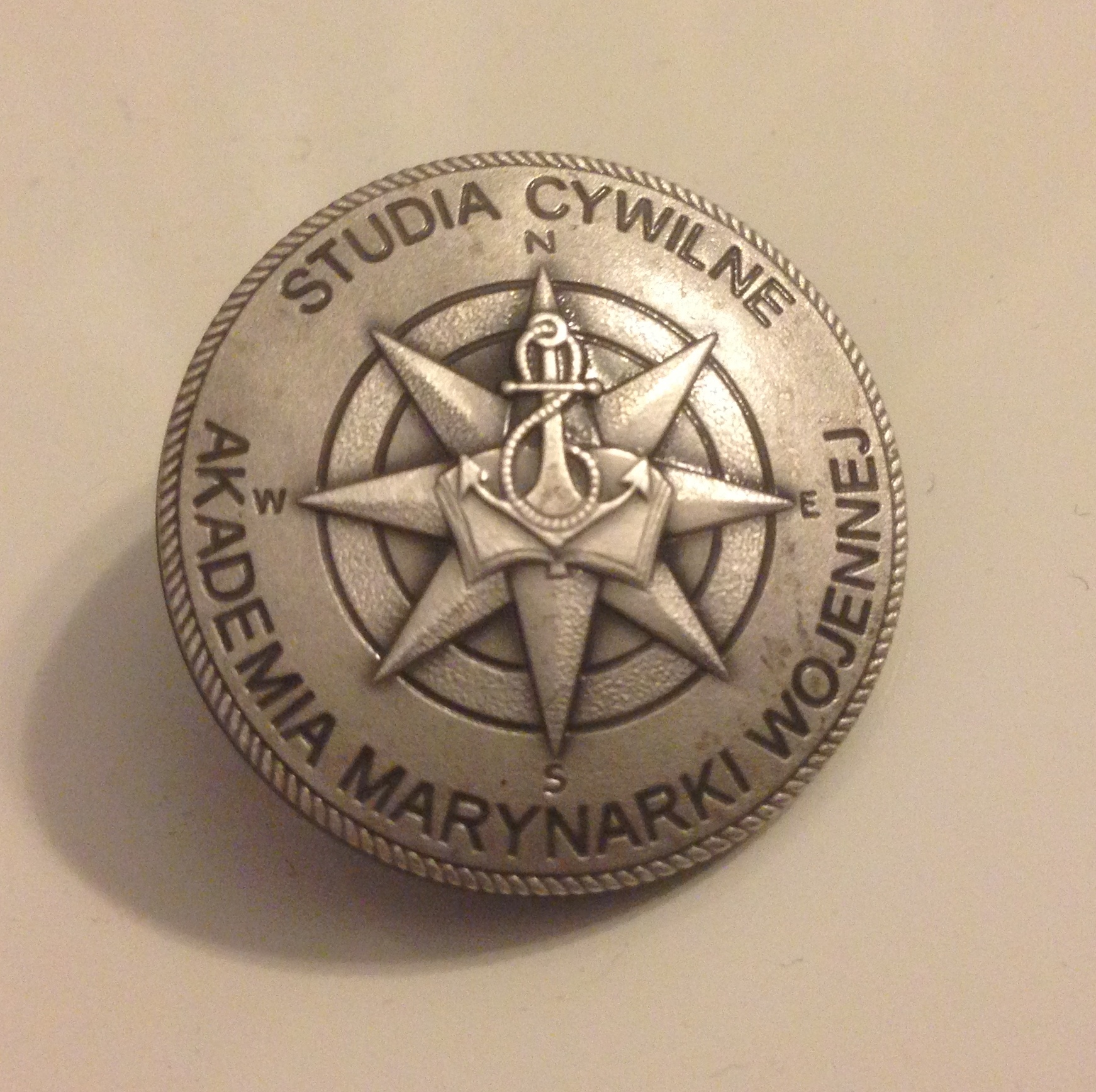
Fotografia Odznaki Absolwenta Studiów Cywilnych AMW

W 2015 Minister Obrony Narodowej zatwierdził zmiany statutu AMW, które m.in. zakładały utworzenie Odznaki absolwenta studiów cywilnych. W tym samym roku Senat AMW ustanowił pamiątkową odznakę o nazwie „Odznaka Absolwenta Studiów Cywilnych Akademii Marynarki Wojennej”. Projekt Odznaki został wyłoniony w konkursie. 
Odznaka jest odznaczeniem jednorazowym i jednostopniowym. Stanowić ma ona widoczny znak przynależności do społeczności kultywującej najlepsze tradycje AMW. Prawo do odznaki przysługuje absolwentom studiów cywilnych l lub II stopnia. Odznaka automatycznie nadawana jest najlepszym absolwentom kierunków studiów cywilnych prowadzonych w uczelni. Pozostali absolwenci mają prawo otrzymania odznaki na indywidualny wniosek. O nadanie Odznaki mają prawo ubiegać się również absolwenci, którzy ukończyli studia przed 2015.

## Czasopisma naukowe
- „Zeszyty naukowe Akademii Marynarki Wojennej” – kwartalnik wydawany od 1959 roku, obecnie wydawane głównie w języku angielskim pod nazwą ‘Scientific Journal of Polish Naval Academy’ z subtytułem „Zeszyty Naukowe Akademii Marynarki Wojennej”. Publikacje o charakterze naukowym.

- „Colloquium” – kwartalnik ukazujący się od 2009 roku, redagowany przez Wydział Nauk Humanistycznych i Społecznych AMW. Zawiera artykuły o zróżnicowanej tematyce z zakresu filozofii i przemian kulturowych w społeczeństwie oraz tworzy otwarte forum dyskusyjne.

- „Międzynarodowe Prawo Humanitarne” – rocznik naukowy skupiający się na tematyce konfliktów zbrojnych i związanych z nimi problemach prawa humanitarnego. Wydawnictwo współgra z coroczną Ogólnopolską Konferencją Naukową Prawa Humanitarnego, którą AMW współorganizuje z Uniwersytetem Gdańskim.

- „Rocznik Bezpieczeństwa Morskiego” – wydawnictwo cykliczne umożliwiające wymianę osiągnięć i doświadczeń związanych z problemami bezpieczeństwa morskiego. Od 2012 roku artykuły Rocznika publikowane są w Internecie w cyklu kwartalnym, a w cyklu rocznym wydawana jest jego papierowa wersja będąca zbiorem artykułów z danego roku[19].